# V359 Большого Пса
V359 Большого Пса (лат. V359 Canis Majoris) — одиночная переменная звезда в созвездии Большого Пса на расстоянии (вычисленном из значения параллакса) приблизительно 3379 световых лет (около 1036 парсеков) от Солнца. Видимая звёздная величина звезды — от +13m до +11,3m.

## Характеристики
V359 Большого Пса — красная пульсирующая полуправильная переменная звезда (SR) спектрального класса M7 или M8.